# 矮虎耳草
矮虎耳草（学名：Saxifraga humilis）为虎耳草科虎耳草属下的一个种。种加名 humilis 意为“矮的”。